# 西川進也
西川 進也（にしかわ しんや、1982年9月8日 - ）は、地方競馬の兵庫県競馬組合・園田競馬場西川精治厩舎所属の元騎手・現調教師である。地方競馬教養センター騎手課程第71期生。

## 来歴
2000年3月31日付けで地方競馬騎手免許を取得。同年4月13日第2回園田競馬1日目第3競走アラブ系4歳一般戦ミスアラジンで初騎乗（10頭立て7番人気6着）。同年4月26日第3回園田競馬1日目第2競走アラブ系4歳一般戦をビザンエースで優勝し、初勝利（10頭立て2番人気）。
2001年9月10日第16回全日本新人王争覇戦優勝（12人中）。
2007年9月27日第11回園田競馬6日目第5競走C7二組3歳以上条件戦をスーパーコンドルで優勝（11頭立て1番人気）し、地方競馬通算100勝達成。
2019年7月11日、令和元年度第1回調教師免許試験に合格したことが地方競馬全国協会から発表された。
地方通算成績は6197戦293勝・2着409回・3着459回・勝率4.7%・連対率11.3%（2019年7月11日現在）